# バッド・ミーツ・イーヴィル
バッド・ミーツ・イーヴィル (Bad Meets Evil) とは、ロイス・ダ・ファイブ・ナインとエミネムによるヒップホップデュオである。
コンビ名の「バッド・ミーツ・イーヴィル」は、エミネムのメジャー・デビュー作『“The Slim Shady LP”』収録の、二人が共演した同じタイトルの曲にも引用されている。代表曲は「"Lighters"(featuring Bruno Mars)」で、全米で最高4位まで上昇した。

## メンバー
ロイス・ダ・ファイブ・ナイン
- コンビ名の「Bad」は、彼を指している。
- エミネムのグループD12との確執などのため、一時は彼と絶縁状態にあった。しかし、その後D12に所属していたプルーフ(Proof)の死をキッカケに和解している。
- インタビューにて、こう語っている。「このプロジェクトが実現すると分かって、気持ちが高ぶっていたしね。それで、俺たちが昔いっしょにラップしてた頃から今までの、とても長い間のことについて考えていたんだ。俺たちは楽しんでレコーディングをやったし、それを聴いて、ただみんなに楽しんでもらいたい。一方で、俺たちは『モンスター』ってアルバムを作ってたんだけど、それはスローターハウスの新しいアルバムになるだろうね。」
（I'm excited to see this project come to fruition considering the long lapse in time between when we worked before and now. We had a blast doing it and we just hope everyone enjoys it while we're working on the 'Monster' that will be the Slaughterhouse album.）

エミネム
- コンビ名の「Evil」は、彼を指している。
- 長年に渡り、ロイスと不仲な関係が続いていたが、その後和解し、2011年には、ロイスが所属するラップグループ「スローターハウス」を自身の主催するレーベル「Shady Records」へと迎え入れた。そして、その直後に彼と共に「バッド・ミーツ・イーヴィル」名義でのEPを完成させている。
- インタビューにて、こう語っている。「ロイスと俺は、もう一度つるみ始めてたんだ。そうしてる内に自然とスタジオへと向かっていた。最初は、なんのゴールも持たずに、ただ居る場所を見つめていただけだった。だけど、クレイジーに曲が仕上がり始めたんだ。だから、ここにいるのさ。」
（Royce and I started hanging out again and inevitably that led us back into the studio. At first we were just seeing where it went without any real goal in mind, but the songs started to come together crazy, so here we are.）

## 略歴
1997年、デトロイトのライブ会場で知り合った二人が意気投合し、ユニットを組んで楽曲制作を開始。この時、コンビ名をバッド・ミーツ・イーヴィルとする。
その後、エミネムはドクター・ドレーのレーベル「アフターマス・エンターテインメント」と契約し、1999年にはソロアルバムをリリース。直後に、エミネムは、ロイスをドクター・ドレーに紹介する。すると、ドレーの1999年発表のアルバム『2001』にロイスをソングライターとして起用する事を決定。このアルバムの22曲目に収録されている「"The Message"」のリリックは、ロイスが担当している。
2000年以降は、ロイスとD12間の激しい軋轢が原因で、お互いに絶縁状態が続いていたが彼らだが、D12のメンバー「プルーフ」だけは、彼らの仲を修復しようと努めていた。しかし、2006年にプルーフが事件に巻き込まれ射殺されてしまう。その後、その事件をキッカケに次第に二人はよりを戻すようになる。
2010年、エミネムが自身のレコードレーベル「シェイディー・レコード」に、ロイスが所属するラップグループ「スローターハウス」を招き入れる事を発表。
2011年6月14日、二人のコンビ名「バッド・ミーツ・イーヴィル」名義での初の正式音源『Hell: The Sequel』を発表。全米初登場1位を獲得し、現在までに50万枚以上を売り上げている。また世界各国でも、初登場で上位を獲得した。

## ディスコグラフィー

### EP
| 年   | タイトル         | アルバム詳細 | チャート最高位 | チャート最高位 | チャート最高位 | チャート最高位 | チャート最高位 | チャート最高位 | チャート最高位 | チャート最高位 | 認定                                          |
| 年   | タイトル         | アルバム詳細 | US             | AUS            | CAN            | GER            | IRE            | NZ             | SWI            | UK             | 認定                                          |
| ---- | ---------------- | --- | -------------- | -------------- | -------------- | -------------- | -------------- | -------------- | -------------- | -------------- | --------------------------------------------- |
| 2011 | Hell: The Sequel | - 発売日: 2011年6月14日 - レーベル: Shady, Interscope - フォーマット: CD, LP, digital download - 全米売上: 80.7万枚 | 1              | 3              | 1              | 20             | 15             | 14             | 5              | 7              | - US: ゴールド - AUS: ゴールド - UK: ゴールド |

### 代表曲
- 「"Nuttin' to Do"」
- 「"Fast Lane"」 - 全米最高32位
- 「"Lighters"(featuring Bruno Mars)」 - 全米最高4位